# بيي ووكر
بيي ووكر (بالإنجليزية: Bee Walker)‏ هي ملحنة وعازفة بيانو أمريكية، ولدت في 1898، وتوفيت في 1987.

## وصلات خارجية
- بيي ووكر على موقع ميوزك برينز (الإنجليزية)
- بيي ووكر على موقع أول ميوزيك (الإنجليزية)
- بيي ووكر على موقع ديسكوغز (الإنجليزية)